# Michajlovskij rajon (Territorio dell'Altaj)
Il Michajlovskij rajon (in russo Михайловский район?) è un rajon del kraj dell'Altaj, nella Russia asiatica; il capoluogo è Michajlovskoe. Il rajon, istituito nel 1941, ha una superficie di 3100 chilometri quadrati e una popolazione di circa 21.000 abitanti.